# Ctenophora flaveolata
Ctenophora flaveolata ist ein Zweiflügler aus der Gattung der Kammschnaken (Ctenophora). Die auffallend gefärbte Art ist in Europa weit verbreitet, aber meist nicht häufig. Die Larve lebt in Totholz.

## Merkmale

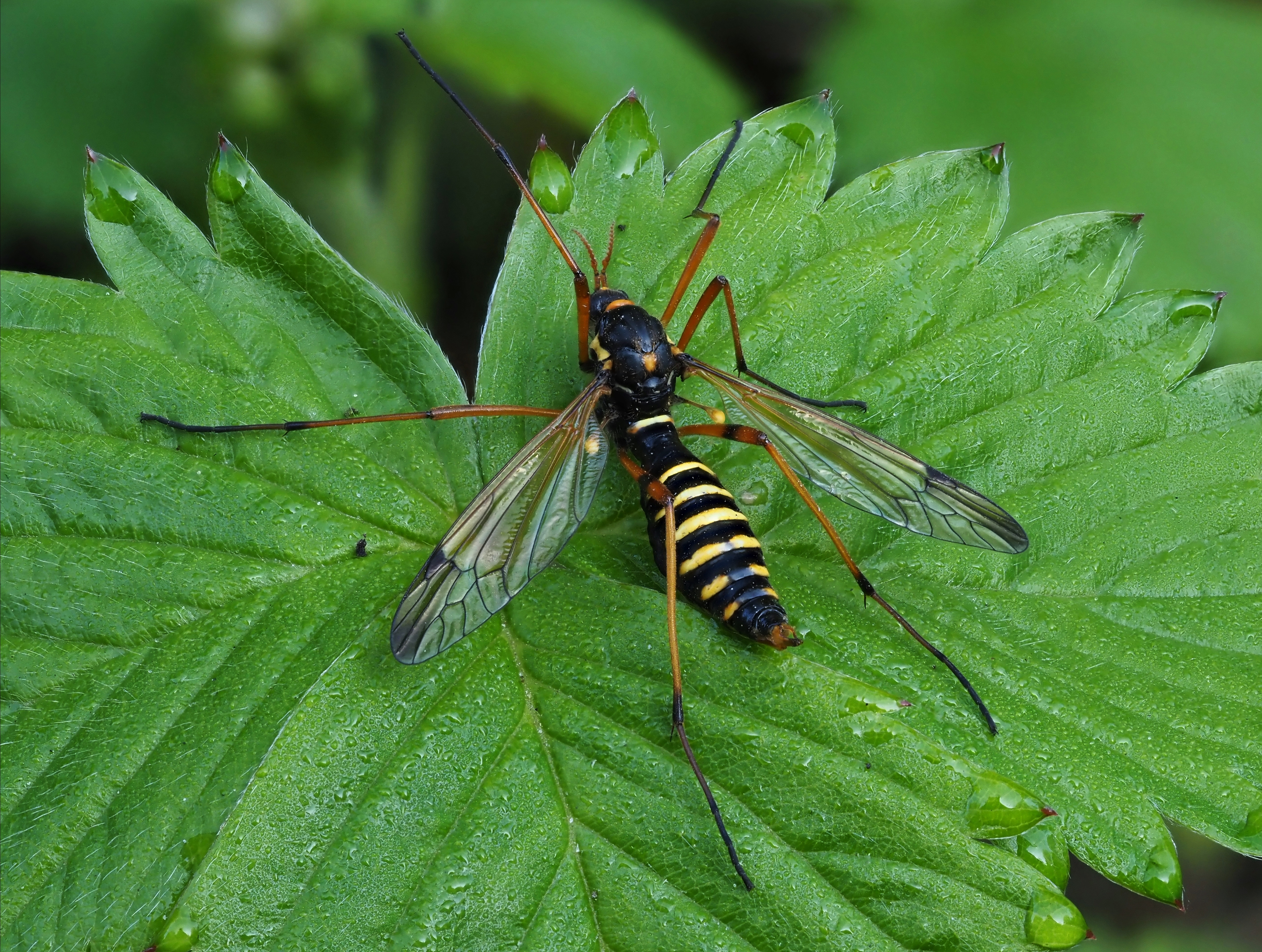
Ctenophora flaveolata, Weibchen

Die Art ist mit einer Flügellänge von 14 bis 16 Millimetern eine große Mückenart. Sie besitzt die typische Körpergestalt der Schnaken mit sehr langen, dünnen Beinen und lanzettlichen, in Ruhe abgespreizten Flügeln. Als Kammschnake ist sie am Bau der Fühler erkennbar: Diese tragen beim Männchen an jedem Segment vier lange Anhänge und sehen dadurch kammförmig aus (deshalb Kammschnaken, von griechisch κτείς ktēīs, Kamm, Genitiv κτενός ktenós und φορείν phorein tragen). Beim Weibchen sind die Glieder der Fühlergeißel dreieckig erweitert (Fühler „gesägt“).
Die Art ist aber schon aufgrund ihrer Färbung unverkennbar. Der Hinterleib ist schwarz mit meist sechs gelben, fast durchgehenden Ringen am Hinterrand der Tergite und Sternite des dritten bis siebten oder achten Hinterleibssegments, die nur an der Seite schmal unterbrochen sind (bei allen anderen Arten der Gattung Ctenophora ist mindestens ein durchgehendes dunkles Band in der Mittellinie der Tergite ausgebildet). Das zweite Hinterleibssegment ist hingegen schwarz. Der Rumpf ist schwarz, mit drei gelben Flecken. Die Coxen (Hüften) der Beine sind schwarz, die übrigen Abschnitte braun bis gelb gefärbt, die Tibien (Schienen) mit dunkler Spitze, nur am hinteren Beinpaar auch die Femora (Schenkel). Die Fühler sind in beiden Geschlechtern meist hell, die kammförmigen Anhänge der Männchen schwarz. Die glasklaren (hyalinen), etwas gelblich getönten Flügel tragen einen abgesetzten dunklen Fleck auf Höhe des Pterostigma (Flügelmal). Meist ist auch die Flügelspitze, beim Weibchen auch der Zwischenraum zwischen diesen etwas verdunkelt.
Das Männchen ist sicher bestimmbar anhand der artspezifischen Form des Hypopygium am Hinterleibsende.

## Verbreitung
Die Art ist über den größten Teil Europas verbreitet. Sie fehlt im nördlichen Skandinavien und im Norden Großbritanniens (ein Nachweis aus Schottland, möglicherweise aber vom Menschen dorthin verschleppt). Die Ostgrenze der Verbreitung liegt in der Ukraine, in jüngerer Zeit liegen aber Einzelnachweise auch im russischen Tschuwaschien (an der oberen Wolga) und im Kaukasus vor. Sie fehlt in Regionen, in denen ihre Habitatsansprüche nicht erfüllt sind, beispielsweise in den küstennahen Niederlanden, sie wurde aber in Deutschland auch in Bremen gefunden. In Mitteleuropa ist sie weit verbreitet, wird aber meist nur vereinzelt und selten gefunden. In Sachsen-Anhalt soll sie „mäßig häufig“ sein.

## Lebensweise und Biologie
Die Larve der Art ist unbekannt. Aufgrund der Biologie aller verwandten Arten und der Fundorte der Imagines gilt es als sicher, dass sie in teilweise zersetztem Totholz lebt. In England gilt die Art als typisch für alte Wälder. Es wird über einen Lebensraum in stärker zersetztem, weichem Totholz und eine mögliche Bindung an Buche spekuliert. Imagines fliegen im Frühjahr, meist im April und Mai, bis in den Juni.

## Taxonomie und Systematik
Die Art wurde von Johann Christian Fabricius 1794 als Tipula flaveolata erstbeschrieben und von Johann Wilhelm Meigen 1804 nach Ctenophora transferiert. Sie gehört zur Untergattung Ctenophora s. str.